# Sandrafelis Chebet
Sandrafelis Chebet Tuei (20 de janeiro de 1998) é uma maratonista queniana. Venceu a Corrida de São Silvestre de 2018 e de 2021.  